# Золота булла (1356)

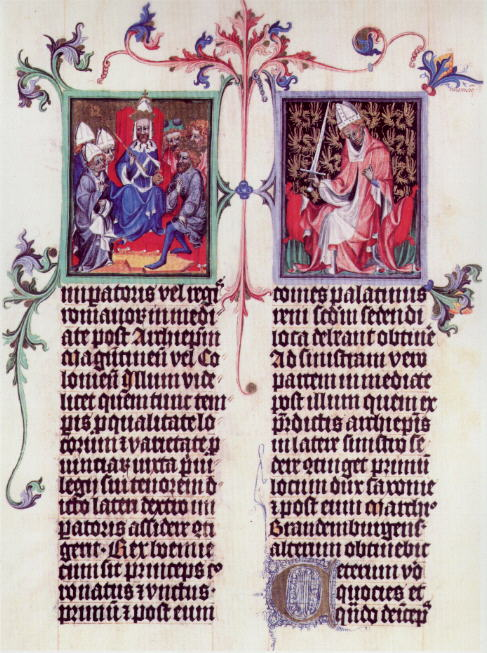
Рукопис Золотої булли.

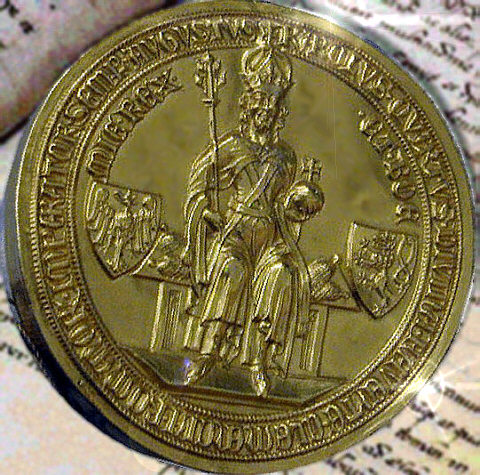
Золота печатка булли Карла IV

Золота булла 1356 (лат. Bulla Aurea) — законодавчий акт Священної Римської імперії, ухвалений імперським рейхстагом в 1356 році; найвідоміший з документів, що називався «Золота булла». Текст документа, складений латиною, затверджений імператором Карлом IV Люксембурзьким. Дія булли припинилася із закінченням існування імперії (1806 року).
Булла визнавала суверенітет князів в їх володіннях, узаконювала можливі війни між феодалами, знову заборонила союзи міст. Цим же документом підтверджувалося право князів на необмежене карбування власних монет.
Булла регламентувала обрання німецького короля (імператора) колегією семи імперських курфюрстів (архиєпископів Майнца, Тріра і Кельна, короля Богемії, пфальцграфа Рейнського, герцога Саксонії і маркграфа Бранденбургу) і визначала права цих курфюрстів. Провідна роль у рейхстазі відводилася архиєпископу Майнцькому. Крім того, булла забороняла поділ територій курфюрств.